# Dwayne Hickman
Pour les articles homonymes, voir Hickman.
Dwayne Hickman, né le 18 mai 1934 à Los Angeles (Californie) et mort le 9 janvier 2022 dans la même ville,  est un acteur américain.

## Filmographie
- 1945 : Capitaine Eddie de Lloyd Bacon : Louis Rickenbacker
- 1946 : Cœur secret : Chase enfant
- 1946 : Faithful in My Fashion : Eddie  (non crédité)
- 1946 : The Hoodlum Saint de Norman Taurog : Johnny Ryan (non crédité)
- 1946 : The Return of Rusty : Bobby
- 1947 : For the Love of Rusty : Doc Levy Jr. (non crédité)
- 1947 : Heaven Only Knows (en) d'Albert S. Rogell (non crédité)
- 1947 : Mon loufoque de mari (non crédité)
- 1947 : The Son of Rusty : Nip Worden (non crédité)
- 1948 : Le Garçon aux cheveux verts : Joey
- 1948 : My Dog Rusty : Nip Worden (non crédité)
- 1948 : Rusty Leads the Way : Nip Worden (non crédité)
- 1949 : Monsieur Joe (non crédité)
- 1949 : Rusty Saves a Life : Nip Worden (non crédité)
- 1949 : Rusty's Birthday : Nip Worden (non crédité)
- 1949 : Lassie perd et gagne (The Sun Comes Up) : Hank Winter (non crédité)
- 1950 : The Happy Years : Fred 'Happy' Mather (non crédité)
- 1951 : The Lone Ranger
- 1954 : Lux Video Theatre (en)
- 1954 : The Loretta Young Show
- 1957 : Men of Annapolis
- 1958 : La Brune brûlante : Grady Metcalf
- 1959 : Les Aventures d'Aladin (1001 Arabian Nights) : Aladdin (voix)
- 1964 : Vacation Playhouse
- 1965 : Cat Ballou d'Elliot Silverstein : Jed
- 1965 : Dr. Goldfoot and the Bikini Machine de Norman Taurog : Todd Armstrong
- 1965 : How to Stuff a Wild Bikini de William Asher : Ricky
- 1965 : Sergeant Dead Head de Norman Taurog : Dwayne
- 1965 : Ski Party : Craig Gamble
- 1967 : Quatre Fiancés pour un mari (Doctor, You've Got to Be Kidding!) de Peter Tewksbury  : Hank Judson
- 1995 : Cops n Roberts : Brian Thursday
- 1998 : Une nuit au Roxbury de John Fortenberry : Fred Sanderson
- 2005 : Angels with Angles : réceptionniste d'hôtel